# Kutuzovskaja
Kutuzovskaja in russo Кутузовская? è una stazione della Metropolitana di Mosca, situata sulla Linea Filëvskaja. Fu aperta nel 1958, come prima estensione occidentale della neonata linea; tale estensione comprese anche l'apertura di altre quattro stazioni che erano chiuse dal 1953.
Kutuzovskaja fu la prima stazione permanente al livello del suolo, secondo un piano di taglio dei costi che fu non fu però continuato a causa dell'aspro clima di Mosca. Le banchine laterali di Kutuzovskaja e la loro curvatura non corrispondono al design classico delle stazioni moscovite. Una grande parte della banchina è coperta dal Kutuzovskiy Prospekt, un viale che attraversa la stazione. Gli ingressi a entrambi i lati del sovrappasso permettono ai passeggeri di passare da una banchina all'altra.
Kutuzovskaja fu progettata da Yuriy Zenkevich e Robert Pogrebnoi.
A poca distanza dalla stazione si trova l'omonima fermata sull'Anello centrale di Mosca.